# Slim Rimografia
Valter Araújo de Souza (São Paulo, 12 de setembro de 1978), mais conhecido pelo seu nome artístico Slim Rimografia é um rapper, cantor, e compositor brasileiro. Começou a sua carreira profissional em 1996, mas antes já era b-boy e grafiteiro. Trabalha junto com Thiago Beats. Slim lançou seu primeiro álbum em 2003, chamado Financeiramente Pobre, com destaque para as músicas "Por Você" e "Falido", tendo este álbum sido classificado como um dos 10 melhores discos de Hip Hop no Brasil entre 2003 e 2005, sendo indicado ao Prêmio Hutúz 2004 na categoria Artista Revelação.
Três anos depois, em 2006, o segundo álbum, intitulado Introspectivo, foi lançado. O trabalho contou com faixas como "Sol" e "Amigos". Em 2010, Slim participou junto com a banda Projetonave do programa Experimente, do canal Multishow.
Em outubro do mesmo ano, o rapper lançou "Mais que Existir" no formato de single. Em 2011 Slim Rimografia fez uma adaptação do clássico poema O Navio Negreiro, de Castro Alves. Lançado pela editora Panda Books, o livro traz o texto integral de Castro Alves, o rap adaptado de Slim (que também gravou uma versão musicada da obra) e ilustrações com grafites feitos pelo Grupo OPNI. Em 2013, Slim lançou o álbum "Aumenta o volume", que conta com as músicas: "Conduta de risco", "Vivão e vivendo", "Limpe seu próprio quintal" e "Ela é Zica". Em janeiro de 2014, entrou no Big Brother Brasil como um dos 20 participantes da 14ª edição do reality show da Rede Globo, ficando em 5º lugar, sendo eliminado no dia 27 de março de 2014.

## Prêmios
| Ano  | Prêmio       | Categoria(s)      | Resultado | Ref   |
| ---- | ------------ | ----------------- | --------- | ----- |
| 2000 | Prêmio Hutúz | Artista Revelação | Indicado  | [ 1 ] |

## Discografia
- Financeiramente Pobre (álbum) - 2003
- Introspectivo (álbum) - 2006
- Bruce Slim Beats - Arte de Samplear (mixtape) - 2010
- Slim Rimografia e Thiago Beats - Mais que Existir (álbum) - 2011
- Aumenta o Volume (mixtape) - 2013
- Bey (single) - 2015
- M.Arte (álbum) - 2016
- Singo (EP) - 2018
- Mr. Dinamite (EP) - 2018
- Me Gosta de Passar Nada o Que Fez (álbum) - 2020

## Livros
- "O Navio Negreiro", Editora Panda Books - 2011

## Videografia
Videoclipes
- "Eu Não Posso Parar" - 2020
- "Chapo Mano" - 2018
- "Tudo pra mim" - 2018
- "Meidei" - 2018
- "Game Rap" - 2017
- "Arte do Gueto" - 2017
- "Primeira do Dia" (feat Daniel Yorubá) - 2017
- "1970" - 2015
- "O que Será" (feat Rael) - 2015
- "Limpe Seu Próprio Quintal" - 2012
- "Ela É Zika" - 2011
- "Sol" - 2009
- "Poeticamente a Vida" - 2005
- "Compre Meu Disco" - 2004

Televisão
- Big Brother Brasil 14 - Como participante
- Amor a Vida como ele mesmo - participação especial de Tata Werneck na Casa do BBB
- Esse Artista Sou Eu - Como participante, chamado também igual ao do BBB14, de Valter Araújo